# 神田猿楽町
神田猿楽町（かんださるがくちょう）は、東京都千代田区の神田地区にある町名。住居表示実施済み。現行行政地名は神田猿楽町一丁目および神田猿楽町二丁目。

## 地理
千代田区の北部に位置し、町域北部から東部は神田駿河台に、南部は神田小川町に、西部は錦華通りを境に神田三崎町、西神田、神田神保町に接する。商業地と文教地区を兼ねており、オフィスビルや商店のほか、大学（明治大学や日本大学経済学部の一部施設）や高等学校といった教育施設も立地する。
1969年（昭和44年）4月1日の住居表示実施に伴い、それまでの「神田猿楽町」から「神田」を冠さない「猿楽町」へ変更されたが、三崎町とともに「神田猿楽町」へ町名を戻す住民運動が起き、2007年（平成19年）8月1日、「千代田区住居表示検討懇談会」からこの答申が千代田区長に提出された。その後、2014年（平成26年）10月15日に千代田区議会で呼称変更の議案が可決され、2018年（平成30年）1月1日より「神田猿楽町」の名称が復活した。
なお、東京都渋谷区にも、神田を冠しない同名の猿楽町がある。

## 歴史

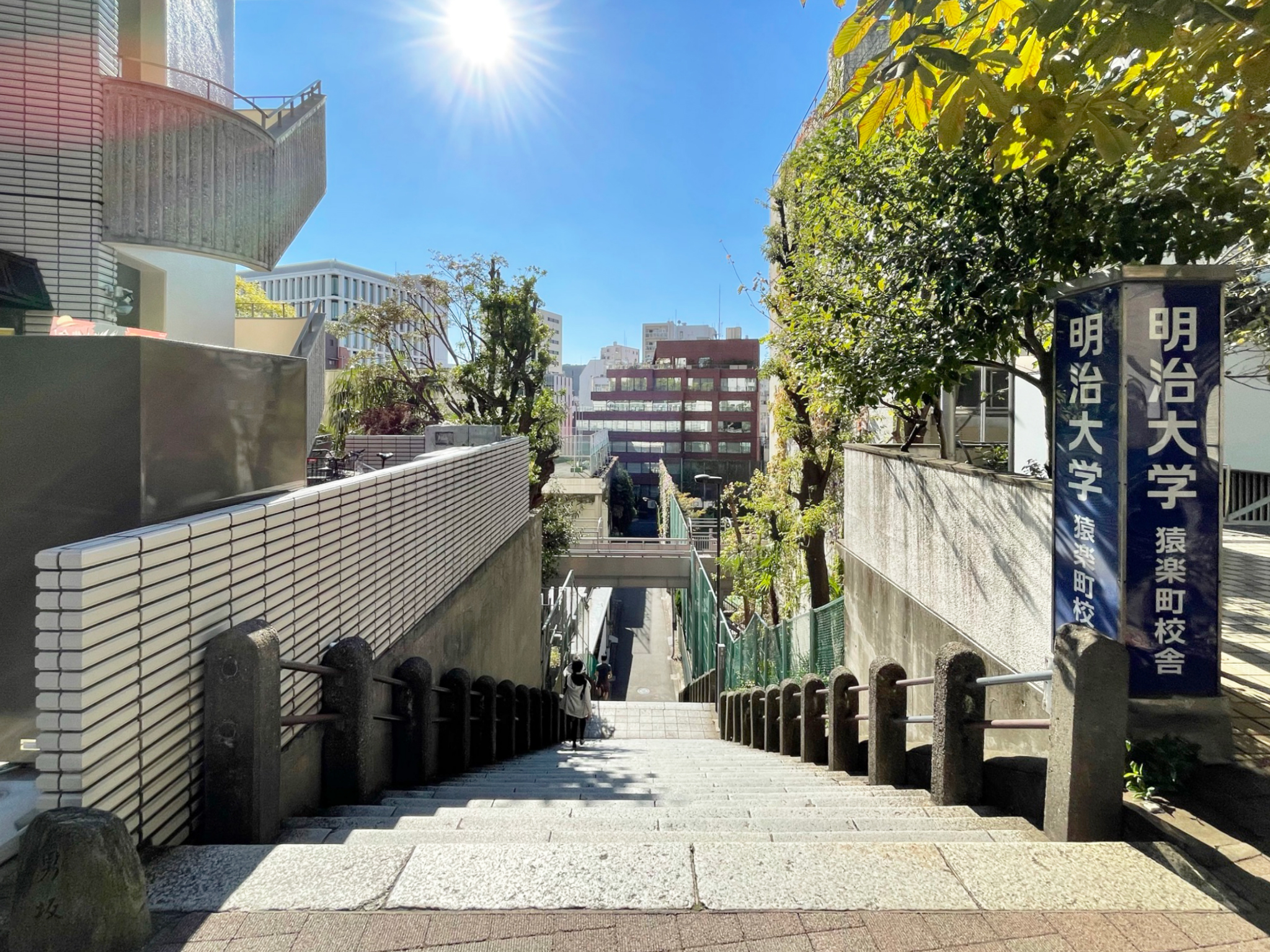
男坂(神田猿楽町1丁目6-3)

江戸時代には一帯が武家屋敷で、現在の錦華通りが表猿楽丁、猿楽通りが裏猿楽丁と呼ばれていた。
1875年（明治5年）に武家地が廃されると、現在の白山通りより西が中猿楽町、白山通りと錦華通りの間が猿楽町（丁目なし）、現在の猿楽通りより東が裏猿楽町、残りの部分が南から順に猿楽町一丁目・二丁目・三丁目に編成された。猿楽町（丁目なし）は1911年（明治41年）に表猿楽町と改名された。
明治時代には周囲の神田駿河台や神田小川町などと同様、学校が次々と開設した。1881年（明治14年）の女子仏学校（現：白百合学園中学校・高等学校）、1890年（明治23年） の神田高等女学校（現：神田女学園中学校・高等学校）、1907年（明治40年）の東京音楽大学などがそれである。
また、東京大学予備門に通う学生の下宿が多く存在し、明治10年代には夏目漱石や正岡子規らが猿楽町に下宿している。日華学会など中国人留学生のための施設も点在した。
1923年（大正12年）9月1日に発生した関東大震災では当町域の被害は著しく、当町域の震度は震度5弱から震度7と推定されている。（旧）猿楽町一丁目～三丁目、表猿楽町、中猿楽町、裏猿楽町は、震災復興再開発事業による土地区画整理と町名変更に伴い、1933年（昭和8年）から1935年（昭和10年）にかけて猿楽町一丁目・二丁目、西神田、神保町に再編され、一部は小川町、駿河台に編入された（別項「千代田区の町名」を参照）。1947年（昭和22年）3月15日に神田区と麹町区が合併して千代田区が発足する際、「神田」を冠称して神田猿楽町一丁目・二丁目となった。1969年（昭和44年）4月1日、住居表示実施により「神田」の冠称が削除され、神田猿楽町一丁目が猿楽町一丁目に、神田猿楽町二丁目と神田駿河台二丁目の一部を加えた区域が猿楽町二丁目となったが、2018年（平成30年）1月1日に再度「神田」を冠称した「神田猿楽町」に町名変更されている。
住居表示を実施するにあたり、当初は神保町一丁目～三丁目を延長して、神保町四丁目～六丁目までにして、神田猿楽町地区は神保町六丁目とする予定だった。しかし、由緒ある名前を消すのはしのびないということで、住民に対してアンケートを実施したところ、全住民が猿楽町を主張したため、神田猿楽町地区は猿楽町一丁目・二丁目という住居表示にする案が提出された。1968年（昭和43年）8月15日の第17回住居表示審議会において、「猿楽町」の名称が他区（渋谷区）にも存在して紛らわしいという点が議論になったが、他区の前例もあり、由緒ある名称のためできる限り存続させたいということで上記案が決議され、1969年（昭和44年）4月1日に神田猿楽町地域は猿楽町一丁目・二丁目となった。

### 地名の由来
町名は、慶長頃に現・神田神保町一丁目～二丁目から西神田一丁目～二丁目にかけて猿楽師・観世大夫一団の屋敷があったことに由来する。屋敷は1659年（万治2年）の神田川工事の折に移転したという。「猿」の俗称「エテ」より「エテガク丁」とも呼ばれた。

### 沿革
- 1969年（昭和44年）4月1日 - 住居表示を実施[13]。
- 2018年（平成30年）1月1日 - 町名変更に伴い「神田」を冠称[6]。

### 町名の変遷
| 住居表示実施後 | 実施年月日   | 住居表示実施前（特記なければ、各町名ともその全域） |
| -------------- | ------------ | -------------------------------------------------- |
| 猿楽町一丁目   | 1969年4月1日 | 神田猿楽町一丁目                                   |
| 猿楽町二丁目   | 1969年4月1日 | 神田猿楽町二丁目、神田駿河台二丁目（一部）         |

| 町名変更後       | 変更年月日   | 町名変更前（丁目・番・号の変更なし） |
| ---------------- | ------------ | ------------------------------------ |
| 神田猿楽町一丁目 | 2018年4月1日 | 猿楽町一丁目                         |
| 神田猿楽町二丁目 | 2018年4月1日 | 猿楽町二丁目                         |

## 世帯数と人口
2025年（令和7年）3月1日現在（千代田区発表）の世帯数と人口は以下の通りである。
| 丁目             | 世帯数  | 人口    |
| ---------------- | ------- | ------- |
| 神田猿楽町一丁目 | 243世帯 | 531人   |
| 神田猿楽町二丁目 | 427世帯 | 646人   |
| 計               | 670世帯 | 1,177人 |

### 人口の変遷
国勢調査による人口の推移。なお、2020年までは「猿楽町」にて集計。
| 年                 | 人口  |
| ------------------ | ----- |
| 1995年（平成7年）  | 877   |
| 2000年（平成12年） | 665   |
| 2005年（平成17年） | 691   |
| 2010年（平成22年） | 715   |
| 2015年（平成27年） | 787   |
| 2020年（令和2年）  | 1,166 |

### 世帯数の変遷
国勢調査による世帯数の推移。なお、2020年までは「猿楽町」にて集計。
| 年                 | 世帯数 |
| ------------------ | ------ |
| 1995年（平成7年）  | 527    |
| 2000年（平成12年） | 318    |
| 2005年（平成17年） | 356    |
| 2010年（平成22年） | 405    |
| 2015年（平成27年） | 465    |
| 2020年（令和2年）  | 679    |

## 学区
区立小・中学校に通う場合、学区は以下の通りとなる（2017年8月現在）。なお、千代田区の中学校では学校選択制度を導入しており、区内全域から選択することが可能。
- 区域 : 一丁目、二丁目　各全域
  - 小学校 : 千代田区立お茶の水小学校
  - 中学校 :  千代田区立麹町中学校 または 千代田区立神田一橋中学校

## 交通

### 道路
- 猿楽通り
- 錦華通り

## 事業所
2021年（令和3年）現在の経済センサス調査による事業所数と従業員数は以下の通りである。
| 丁目             | 事業所数  | 従業員数 |
| ---------------- | --------- | -------- |
| 神田猿楽町一丁目 | 88事業所  | 2,401人  |
| 神田猿楽町二丁目 | 186事業所 | 6,964人  |
| 計               | 274事業所 | 9,365人  |

### 事業者数の変遷
経済センサスによる事業所数の推移。
| 年                | 事業者数 |
| ----------------- | -------- |
| 2021年（令和3年） | 274      |

### 従業員数の変遷
経済センサスによる従業員数の推移。
| 年                | 従業員数 |
| ----------------- | -------- |
| 2021年（令和3年） | 9,365    |

## 施設
- 明治大学 10号館・14号館・猿楽町校舎 - 主要施設は隣の神田駿河台に所在。
- 米澤嘉博記念図書館・現代マンガ図書館（明治大学付属施設）
- 日本大学経済学部 8号館
- 神田女学園中学校・高等学校
- 千代田区立お茶の水小学校 - お茶の水幼稚園も同敷地内にある。
- 千代田区立お茶の水幼稚園
- 千代田区立錦華公園
- ACCESS 本社
- 日本出版貿易 本社
- JFEコンテイナー 本社
- 日本児童教育振興財団
- 豊島屋本店 - 慶長元年（1596年）創業、戦後猿楽町に移転。

## 出身・ゆかりのある人物
- 蔵園三四郎（弁護士）[27]
- 五味卯三郎（神田区内有数の大地主[28]、資産家、東京府会議員、市会議員[29]）
- 五味秀夫（地主[30]、五味卯三郎の孫）
- 高浜年尾（俳人、高浜虚子の長男、坊城中子、稲畑汀子の実父）
- 渋沢栄一（実業家） - 『論語と算盤』第6章での西郷隆盛とのエピソード中に当時住んでいたとの記載あり。
- 原田熊雄（貴族院議員）
- 三輪信次郎（衆議院議員、邸宅跡地に明治大学10号館が建てられた）

## その他

### 日本郵便
- 郵便番号 : 101-0064[4]（集配局 : 神田郵便局[31]）。